# Печка-Баня
Печка-Баня (серб. Пећка Бања, алб. Banja e Pejës) — посёлок в муниципалитете Исток на западе Метохии. Фактически контролируется властями частично признанной Республики Косово. Является бальнеологическим курортом.

## География

### Расположение
Посёлок Печка-Баня расположен в Западной Метохии, в муниципалитете Исток. Он граничит с общиной Вело на севере, с общиной Добруша на юго-востоке и с муниципалитетом города Печ на юго-западе. Он находится в примерно в 80 км от Приштины и в 12 км от города Печ. Неподалёку протекают реки Белый Дрин и Печка-Бистрица. Печка-Баня расположен на высоте 520 м над уровнем моря.

### Климат
Климат посёлка Печка-Баня характеризуется как умеренно континентальный. Зимы короткие и сравнительно прохладные с большим количеством осадков, а лето жаркое, продолжительное и довольно влажное.

## История
Местными термальными источниками пользовались ещё иллирийцы. Об этом свидетельствуют обнаруженные здесь археологические артефакты. Кроме того, были также обнаружены бани и водопроводные трубы, построенные иллирийцами. У главного источника находятся природные каменные бассейны, которые использовались древними иллирийцами.

### Археология
История археологических открытий в посёлке Печка-Баня началась в 1974 году, когда при строительстве гостиницы было найдено несколько артефактов. Среди них — типичный шлем иллирийской армии. В том же году были предприняты новые археологические раскопки, в результате которых было найдено два захоронения знатной пары которые сегодня называют «королевской могилой». Могила прямоугольная в плане, покрыта камнями, вероятно, добытыми поблизости. Одно из захоронений содержало такие предметы как иглы в форме «омега», кольца и ювелирные изделия из бронзы и серебра, что привело к предположению, что это была могила женщины. Другая могила, принадлежавшая мужчине, содержала оружие, пластины из серебра и бронзы и перстень. Эти археологические находки относятся к позднему железному веку, периоду между 6 или 4 веками до нашей эры.

## Экономика
Около 16 % доходов населения приходится на государственный сектор, 25 % — на частный сектор, 22 % — на пенсионные фонды, 5 % — на социальную помощь, 3 % — на сельское хозяйство и 1 % — на сдачу в аренду своей недвижимости. Около 28 % населения живёт за счёт переводов денежных средств от родственников, живущих за рубежом. Из занятого населения около 35 % работают в посёлке Печка-Баня, 15 % — в Истоке и 17 % ездят в Печ чтобы продать товар. 6 % населения посёлка Печка-Баня работают в Приштине, 4 % работают в разных частях муниципалитета Исток, 1 % — в других городах, и 22 % работают за рубежом.
По словам директора департамента экономического развития муниципалитета Исток, в посёлке Печка-Баня есть 192 экономических субъекта.

## Демография
| Год       | 1948 | 1953 | 1961 | 1971 | 1981 | 1991 | 2011 |
| --------- | ---- | ---- | ---- | ---- | ---- | ---- | ---- |
| Население | 158  | 139  | 243  | 374  | 1168 | 2126 | 1360 |

## Туризм

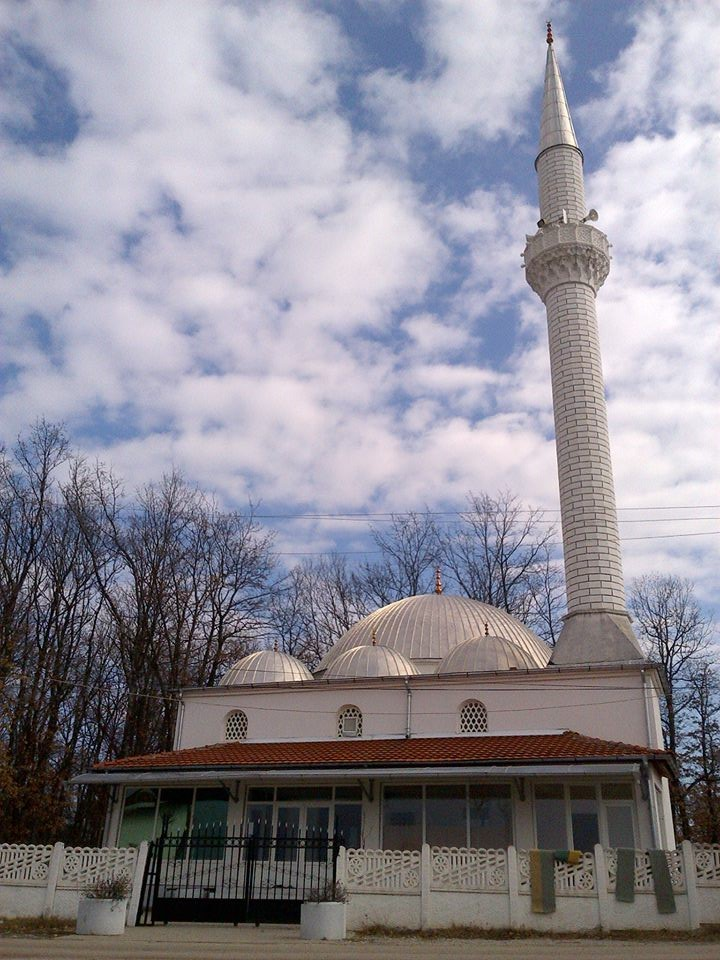
Мечеть

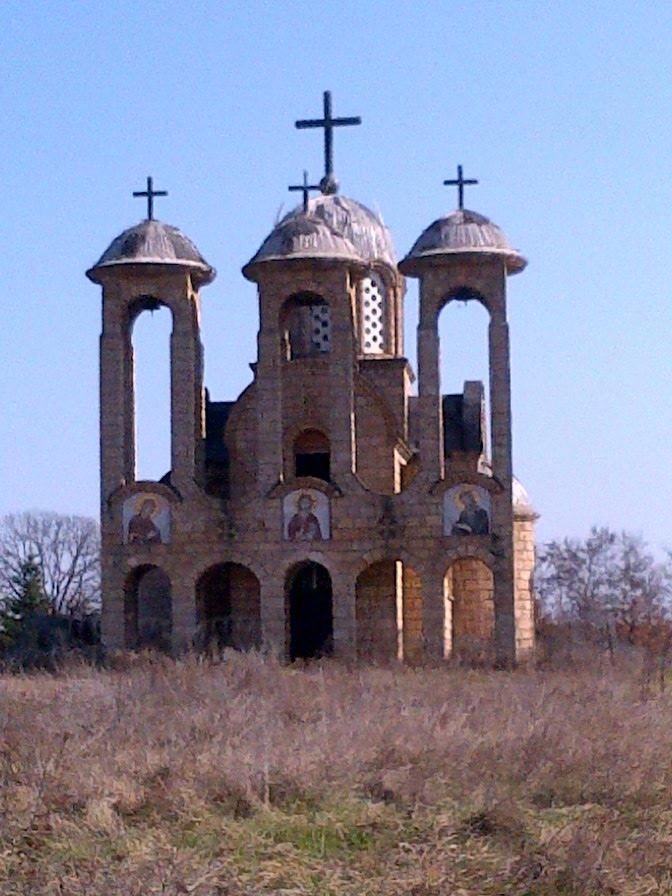
Сербская православная церковь Зачатия св. Иоанна Предтечи

Экономика посёлка Печка-Баня во многом ориентирована на оздоровительный туризм.
Начиная с иллирийско-дарданийских времён, туризм на этом курорте был достаточно развитым, поскольку многие люди приходили тогда из разных мест чтобы воспользоваться термальными источниками для лечения различных заболеваний. И в наши дни эти источники используются для тех же целей. Из туристических объектов в посёлке также есть мечеть, церковь и лесопарк. Мечеть расположена в конце главной улицы (в центре посёлка). Лесопарк расположен западнее центра, там есть небольшой каменный домик с термальным источником.
В посёлке также есть православная церковь Зачатия святого Иоанна Предтечи, построенная в 1998 году на средства семьи Раевич. В 1999 году, после прихода итальянского контингента, храм был разгромлен и подожжён косовскими албанцами.

### Термальные источники
В посёлке Печка-Баня множество термоминеральных источников с температурой воды от 23 до 48 °C.
Последний химический анализ минеральных вод дал следующие результаты:
1. Минеральные воды содержат углеводородные, натриевые, кальциевые и магниевые группы (HCO3-Na-Ca-Mg)
2. Минерализация составляет 2,04 г/л, рН — 6,8.

| Элемент           | Содержание (г/л) |
| ----------------- | ---------------- |
| Натрий (Nа)       | 0,0429           |
| Кальций (Са)      | 0,2748           |
| Калий (K)         | 0,0099           |
| Магний (Mg)       | 0,1200           |
| Бикарбонат (HCO3) | 1,5329           |
| Сульфат (SO4)     | 0,0060           |
| Хлор (Сl)         | 0,0174           |
| Температура воды  | 47,5 °С          |

| Элемент                   | Содержание (мг/л) | Элемент       | Содержание (мг/л) |
| ------------------------- | ----------------- | ------------- | ----------------- |
| Триоксид углерода (CO3)   | 0                 | Стронций (Sr) | 1,20              |
| Бикарбонат (HCO3)         | 1420,0            | Барий (Ba)    | 0,12              |
| Хлор (Cl)                 | 52,0              | Литий (Li)    | 0.10              |
| Сульфаты (SO4)            | 10,0              | Рубидий (Rb)  | 0,040             |
| Фтор (F)                  | 0,6               | Мышьяк (As)   | 0,025             |
| Бром (Br)                 | 0,15              | Свинец (Pb)   | 0.020             |
| Иод (I)                   | 0,07              | Марганец (Mn) | 0,020             |
| Гидрофосфат (HPO4)        | 0,10              | Никель (Ni)   | 0,010             |
| Гидроарсенат (HAsO4)      | 0,05              | Медь (Cu)     | 0,010             |
| Натрий (Na)               | 252,0             | Цинк (Zn)     | 0,009             |
| Калий (K)                 | 5,0               | Цезий (Cs)    | 0,008             |
| Кальций (Ca)              | 145,0             | Хром (Cr)     | 0,007             |
| Магний (Mg)               | 86,0              | Кобальт (Co)  | 0,005             |
| Аммоний (NH4)             | 0,3               | Титан (Ti)    | 0,005             |
| Оксид железа (Fe2O3)      | 1,20              | Молибден (Mo) | 0,003             |
| Оксид алюминия (Al2O3)    | 4,48              | Кадмий (Cd)   | 0,0006            |
| Метаборная кислота (HBO2) | 3,0               | Серебро (Ag)  | 0,0003            |
| Диоксид кремния (SiO2)    | 60,0              | Мышьяк (As)   | 0,0002            |

Согласно проведённым исследованиям, термальные воды посёлка Печка-Баня имеют лечебный эффект. Воды могут быть использованы для лечения следующих болезней:
- Ревматические болезни
- Язвы
- Нервные расстройства
- Травмы в мышц и костей
- Раны
- Гинекологические заболевания
- Кожные заболевания

## Инфраструктура
Хотя Печка-Баня — это небольшой посёлок, он обладает хорошо развитой инфраструктурой. Имеется канализация, водоснабжение, почтовые отделения, детские сады, начальные школы, медпункт, библиотека, магазины, рестораны, парки, отели и т. д.